# Isognathus leachii
Isognathus leachii (Swainson, 1823) è un lepidottero appartenente alla famiglia Sphingidae, diffuso in America Meridionale.

## Descrizione

### Adulto
La pagina superiore dell'ala anteriore è brunastra, con una macchia basale nerastra di circa 2.5 mm, dalla forma allungata. La nervatura m2-m3 appare chiara, e separa una piccola area brunastra nella cellula discale da una macchia scura ellittica più esterna. Si può osservare una marcata striscia nera tra M3 e CuA1, più o meno connessa con la macchia ricurva posteriore a CuA2. Sono presenti scaglie bianco-grigiastre sparse.

La pagina inferiore ricorda quella di I. excelsior, essendo tinta di un marroncino alquanto uniforme, con striature trasversali di colore più intenso.

L'ala posteriore è gialla per i tre quarti basali, ma mostra una banda marrone che parte dall'ultimo quarto della costa e giunge, con larghezza variabile ed un margine interno dentellato, fino all'angolo anale, dove si stempera in una macchia più sbiadita, occupando l'intera lunghezza del termen.

La pagina inferiore, anch'essa simile a quella di I. excelsior, rivela invece una larga banda costale marroncina, lievemente più ampia nella femmina, che prosegue anche per tutto il margine esterno fino all'angolo anale; il resto della superficie dell'ala è campito di una tonalità di giallo analoga a quella della superficie dorsale.

L'apice dell'ala anteriore non è falcato. Il termen è marcatamente dentellato in ambo i sessi, ma molto meno nell'ala posteriore.

Le antenne sono filiformi e leggermente uncinate alle estremità, con una lunghezza di poco inferiore alla metà della costa.

Il torace è scuro dorsalmente, ma risulta grigiastro sulla superficie ventrale.

L'addome appare dorsalmente brunastro con anelli trasversali poco distinguibili (caratteristica della specie), mentre sul ventre si mostra grigiastro.

L'apertura alare del maschio è di 85 mm, mentre quella della femmina arriva a 94 mm.

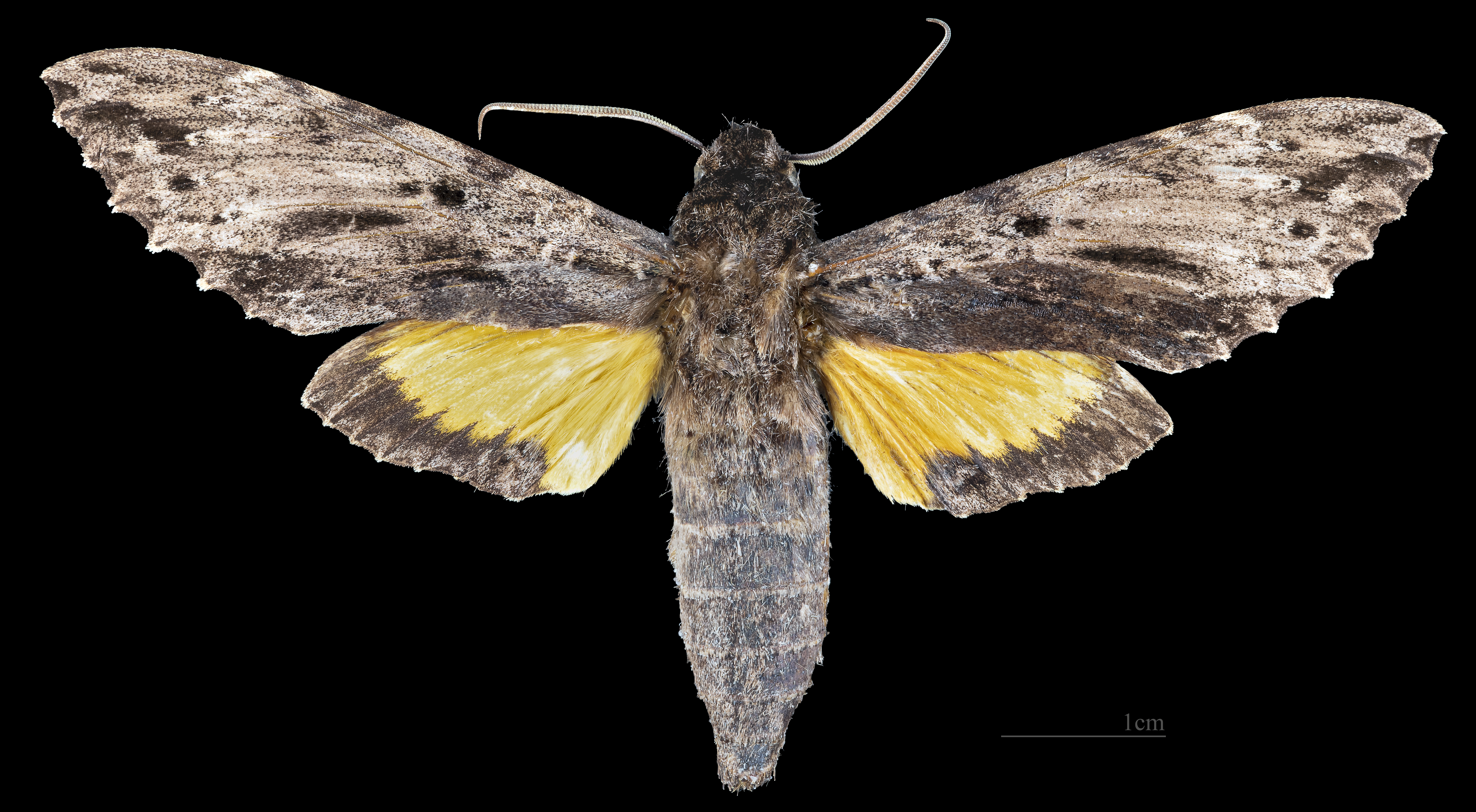
Isognathus leachii ♂
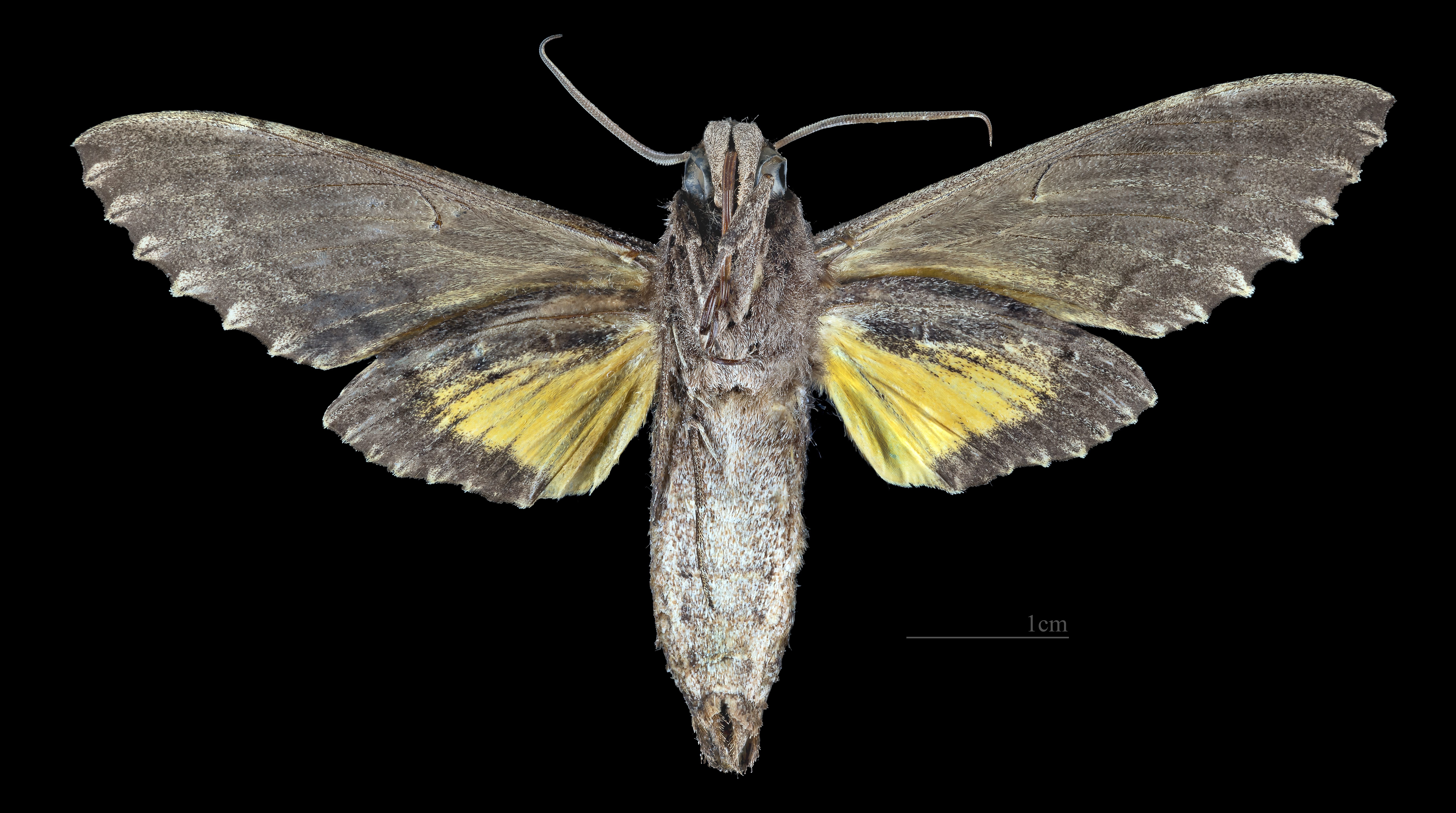
Isognathus leachii ♂   △
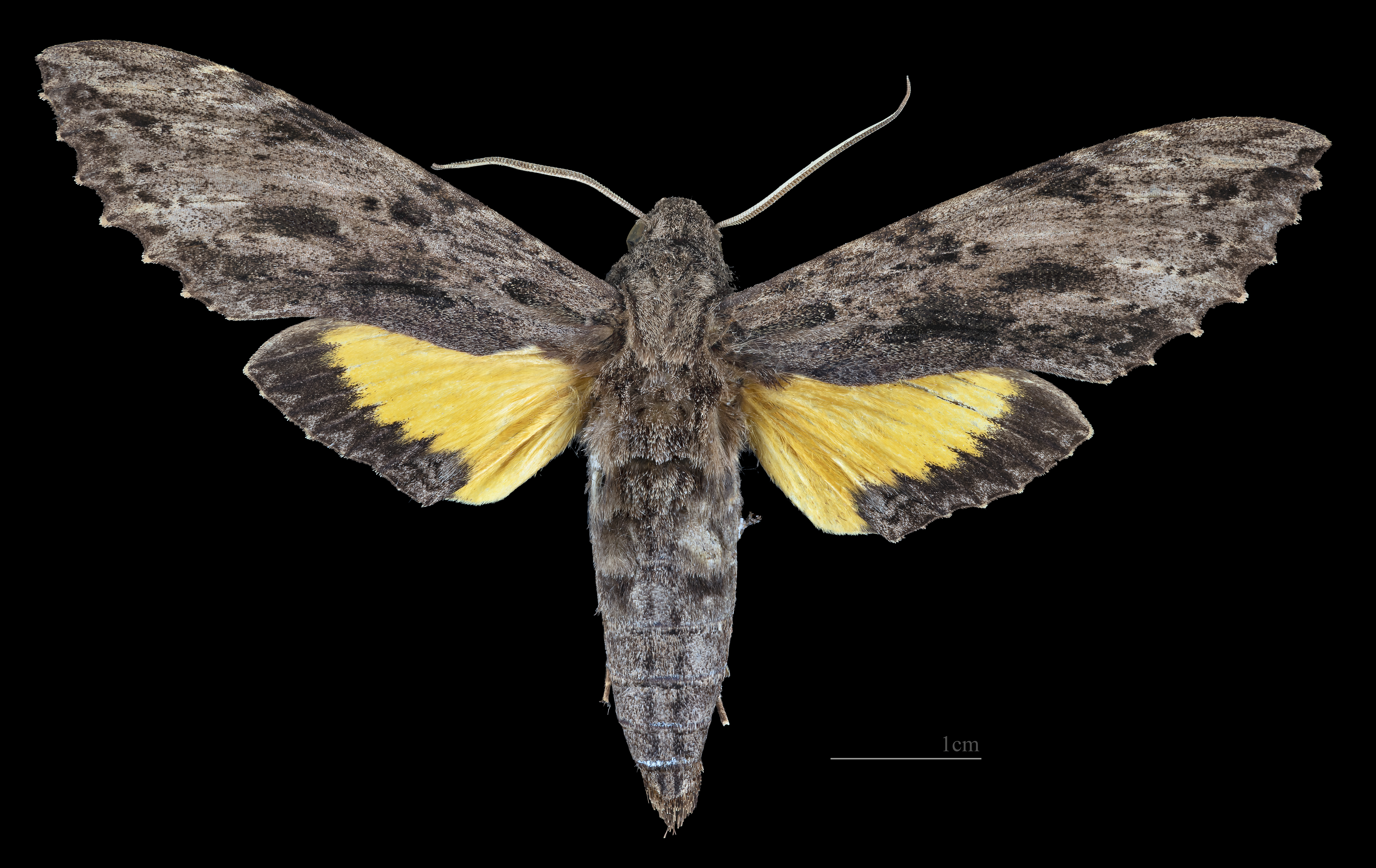
Isognathus leachii  ♀
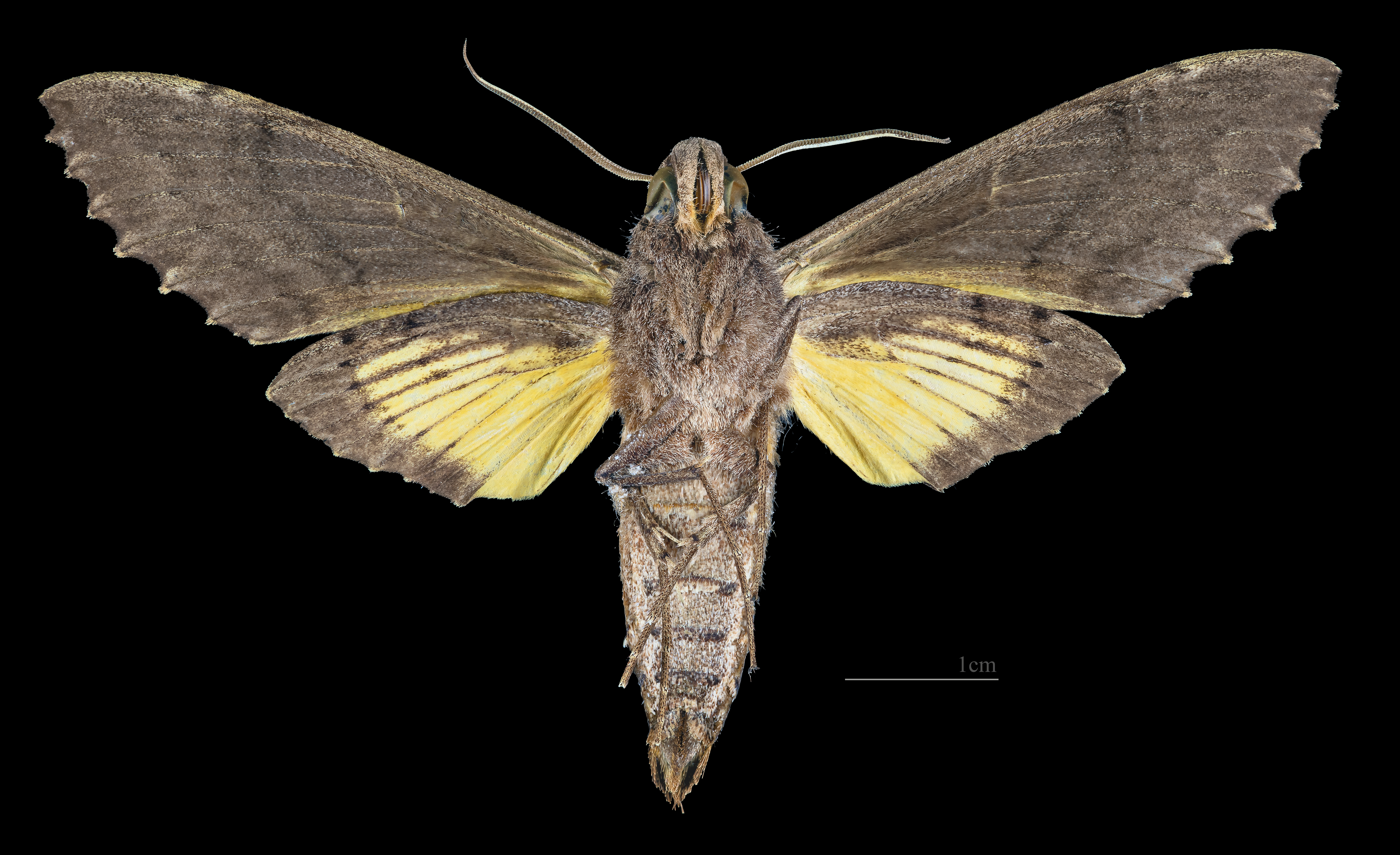
Isognathus leachii ♀ △

### Larva
Il bruco è cilindrico, con capo piccolo, tondeggiante e arancione. Una volta giunto al quinto stadio di maturazione, il corpo appare lucido, glabro e bianco con geometrie nere sul dorso e sui lati di ogni singolo segmento. Il cornetto caudale sull'ottavo urotergite è filiforme e lungo oltre la metà del corpo; esso appare di colore nero, con una piccola macchia bianca in prossimità della base.

### Pupa
La crisalide è adectica ed obtecta; appare nerastra, lucida e vivacemente striata da linee e bande arancioni, con un cremaster poco sviluppato; si rinviene all'interno di un bozzolo dalle pareti sottili, posto negli strati superficiali della lettiera del sottobosco.

## Biologia

### Comportamento
La specie, come le sue congeneri, ha abitudini principalmente crepuscolari. Durante l'accoppiamento, le femmine richiamano i maschi grazie ad un feromone rilasciato da una ghiandola posta all'estremità addominale.

L'adulto emerge dal bozzolo da 8 a 24 giorni dopo l'impupamento.

### Periodo di volo
La specie è multivoltina, con adulti che sfarfallano in tutti i mesi dell'anno.

### Alimentazione
Gli adulti si nutrono del nettare di fiori come le petunie (Solanaceae).
Le piante ospiti sono membri delle Apocynaceae, tra cui:

L'ecozona neotropicale

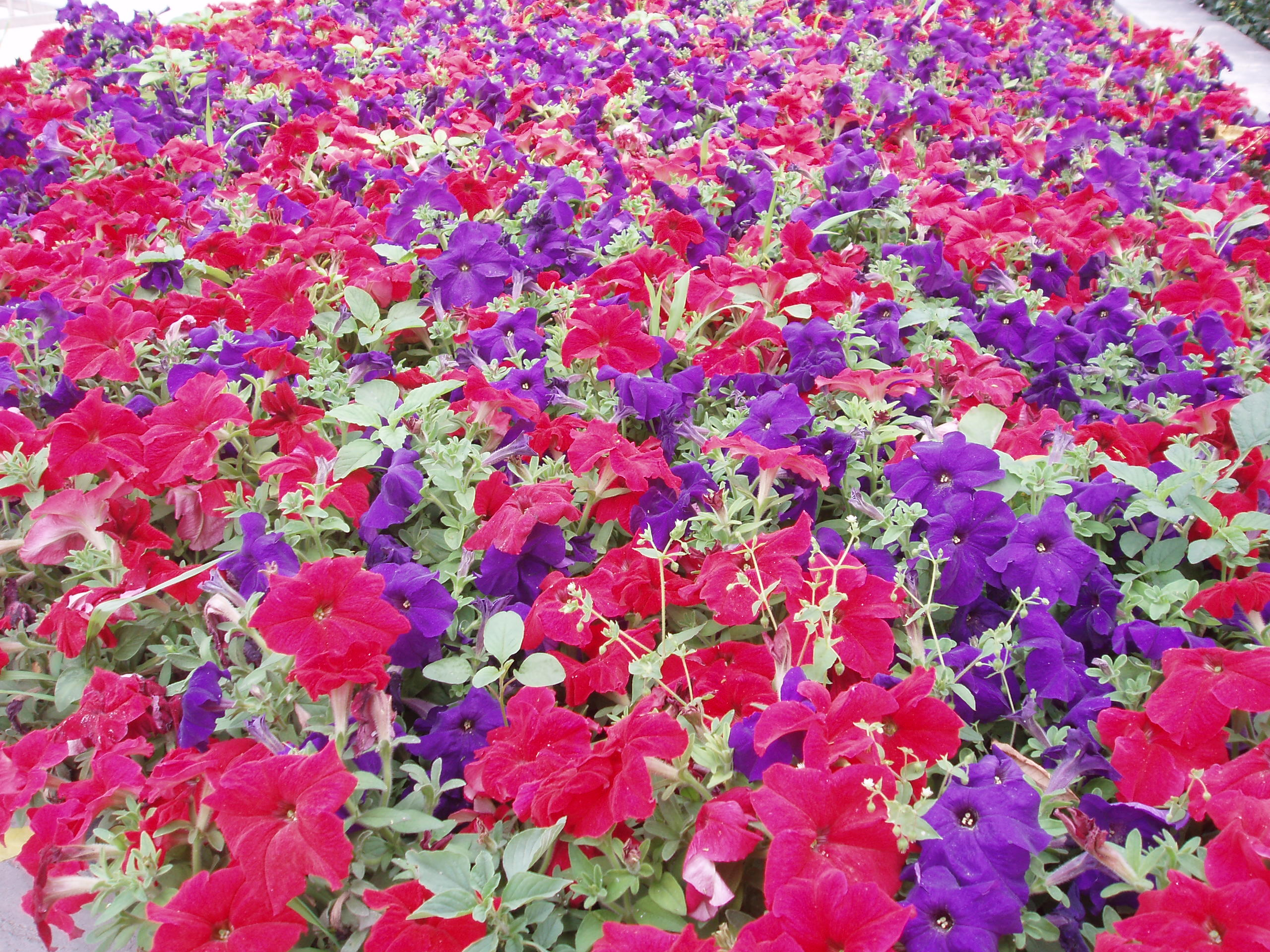
Ibridi di Petunia

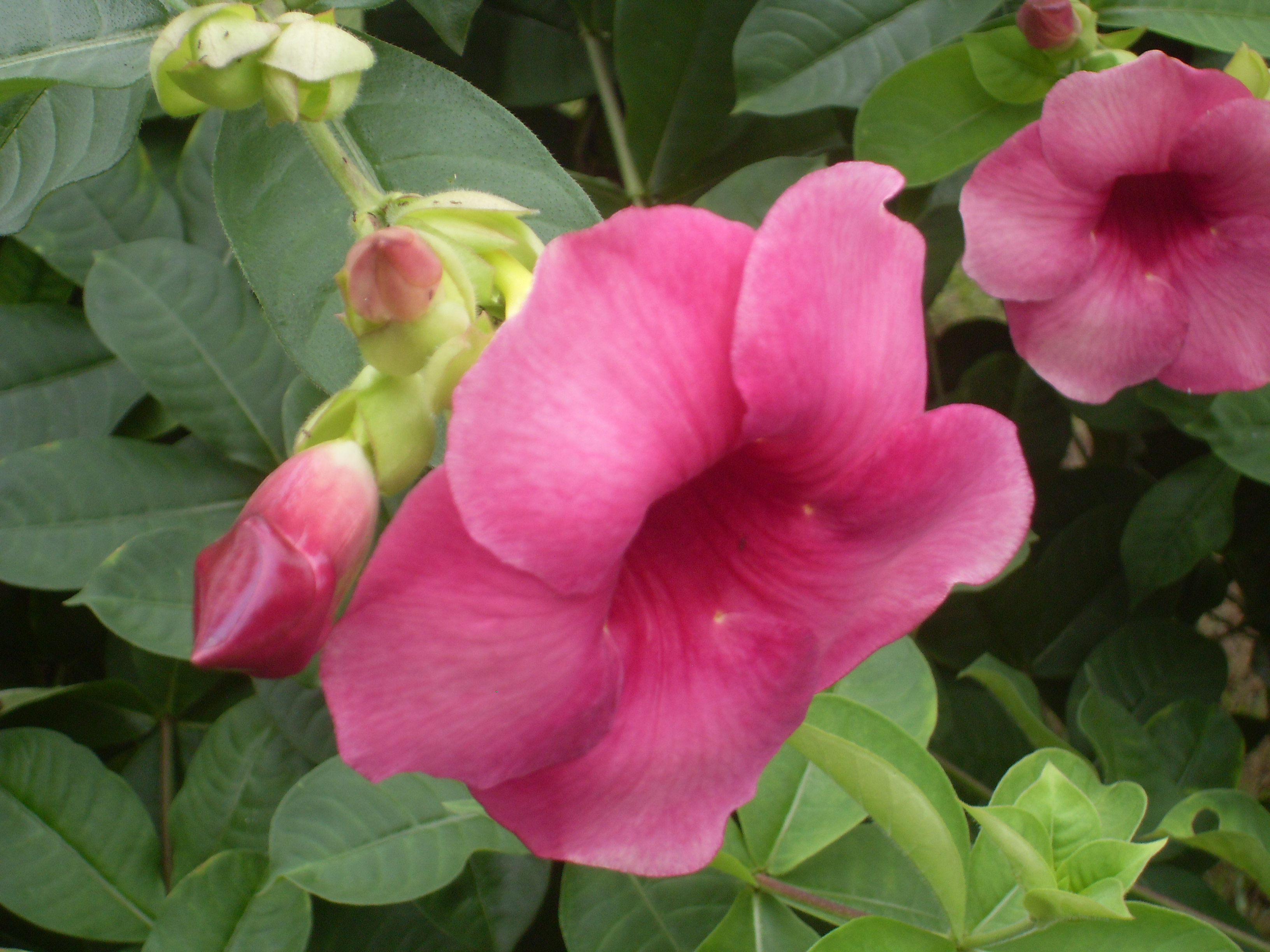
Allamanda blanchetii

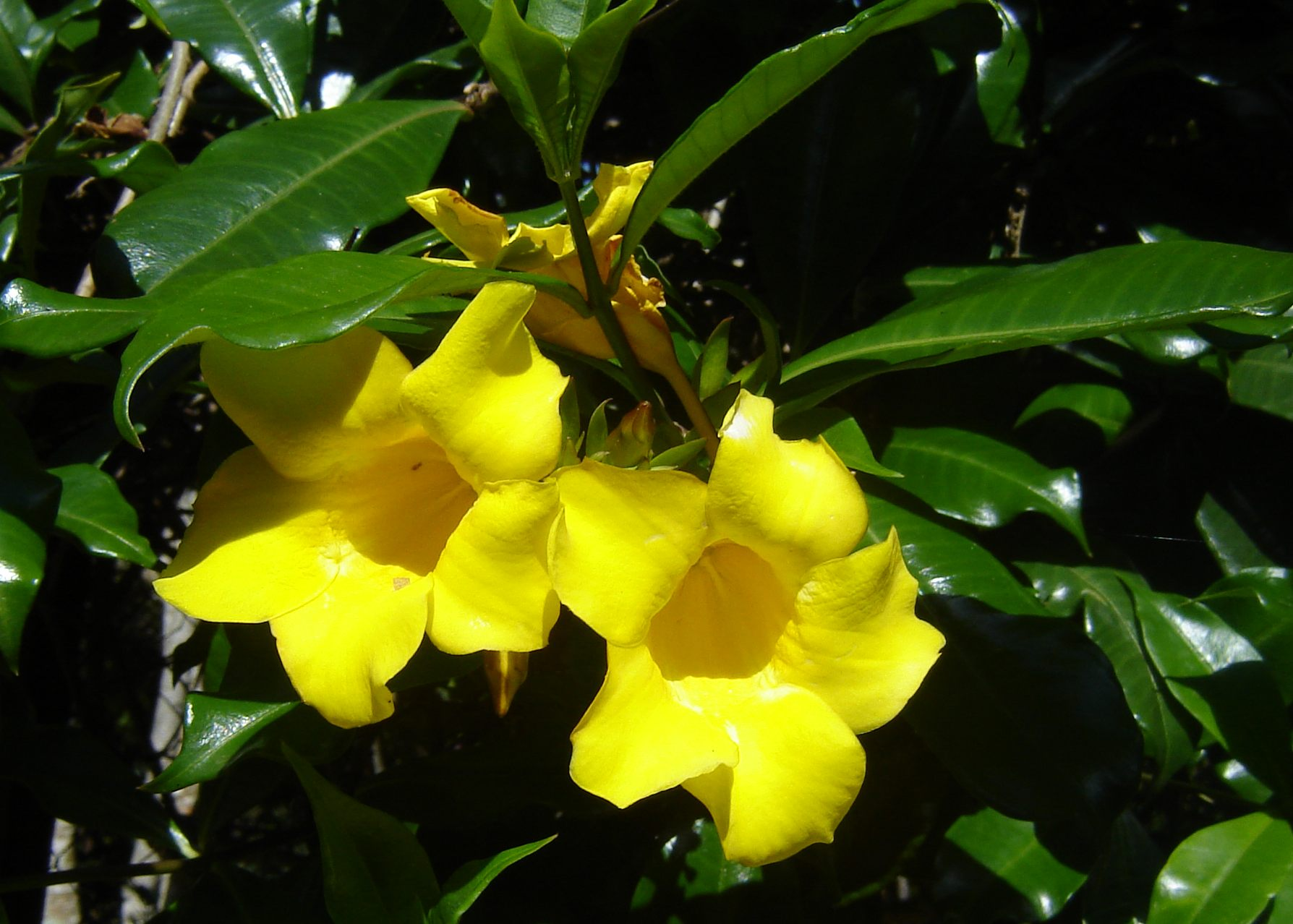
Allamanda cathartica

- Allamanda blanchetii A.DC
- Allamanda cathartica L.

## Distribuzione e habitat
L'areale della specie si estende all'interno dell'ecozona neotropicale, comprendendo: Panama, la Colombia, il Venezuela, la Guyana francese (Coralie, Kaw), il Brasile (locus typicus - Pará, Mato Grosso), l'Ecuador, il Perù, la Bolivia (Pando, La Paz, Santa Cruz), il Paraguay e l'Argentina (Misiones); non si dispone di dati certi riguardo alla presenza in Guyana e Suriname.
L'habitat è rappresentato da foreste tropicali, e sub-tropicali, dal livello del mare fino a modeste altitudini.

## Tassonomia

### Sottospecie
Non sono state individuate sottospecie.

### Sinonimi
Sono stati riportati tre sinonimi:
- Anceryx cahuchu Boisduval, 1875 - Hist. nat. Ins., Spec. gén. Lépid. Hétérocères, 1: 122 - Locus typicus: non indicato (sinonimo eterotipico)[2]
- Isognathus metascyron Butler, 1875 - Proc. zool. Soc. Lond. 1875: 258 - Locus typicus: Villa Nova, Brasile (sinonimo eterotipico)[7]
- Sphinx leachii Swainson, 1823 - Zool. Illustr. (1) 3: t. 150, figura in alto - Locus typicus: Brasile (sinonimo omotipico e basionimo)[1]